# Heinrich Gärtner (Kameramann)
Heinrich Gärtner, in Spanien auch Enrique Guerner (Aussprache: [enˈɾike ɡæɾˈneɾ]) (* 17. März 1895 in Radautz, Bukowina, Österreich-Ungarn (heute: Rumänien); † 12. Dezember 1962 in Madrid), war ein österreichisch-spanischer Kameramann und Filmregisseur.

## Leben
Er begann 1910 in Berlin eine Lehre als Porträtfotograf. 1912 wurde er Kameraassistent, ab 1915 war er Chefkameramann. 1917 bis 1918 betätigte er sich im Ersten Weltkrieg als Kameramann im Dienst der österreichisch-ungarischen Armee. Nach Kriegsende wurde er wieder Spielfilmkameramann. Er drehte vor allem Komödien und arbeitete ab 1923 regelmäßig mit dem Regisseur Richard Eichberg zusammen.
Wegen seiner jüdischen Herkunft wurde er nach der Machtübernahme der Nationalsozialisten 1933 in Deutschland boykottiert. So emigrierte er und lebte ab 1934 in Spanien. Dort konnte er seine Karriere als Kameramann fortsetzen und führte bei Kurz-Dokumentarfilmen einige Male auch Regie.
Beim Ausbruch des Spanischen Bürgerkrieges wurde Gärtner auf Verlangen des deutschen Konsuls bei Dreharbeiten in Sevilla von aufständischen nationalspanischen Truppen verhaftet, dann aber nicht an Deutschland ausgeliefert, sondern nach Portugal ausgewiesen. Gegen Ende des Bürgerkrieges durfte er zurückkehren und im Spanien Francos als Filmschaffender weiter arbeiten. In Spanien nannte er sich hispanisiert Enrique Guerner oder benutzte einen entsprechend den spanischen Namensgepflogenheiten aus Vaters- und Muttersnamen zusammengesetzten Nachnamen (Gaertner Kolb).
Er drehte 1938 einige Dokumentarfilme über das Bürgerkriegsgeschehen auf Seiten der Franco-Truppen und ab 1939 wieder Spielfilme. In den folgenden Jahren arbeitete er vor allem für die Regisseure Florián Rey und Ladislao Vajda. Gärtner, nunmehr spanischer Staatsbürger, drehte zuletzt in der Schweiz unter der Regie Vajdas den Krimi Es geschah am hellichten Tag mit Heinz Rühmann und Gert Fröbe sowie das Erziehungsheim-Melodram Die Schatten werden länger mit Hansjörg Felmy, Luise Ullrich und Barbara Rütting.

## Filmografie
- 1914: Michels eiserne Faust
- 1915: Um 500.000 Mark
- 1915: Satan Opium
- 1915: Das Tagebuch Collins
- 1916: Zwischen halb 11 und 11
- 1916: Wege, die ins Dunkle führen
- 1916: Sondis Kleine
- 1916: Leben um Leben
- 1916: Stolz weht die Flagge schwarz-weiß-rot
- 1916: Lillis erste Liebe
- 1916: Lottes erste Liebe
- 1917: Die Eheschule
- 1917: Pension Trudchen
- 1917: Hoch klingt das Lied vom U-Boot-Mann
- 1919: Die Seebadnixe
- 1919: Tänzer in den Tod
- 1919: Ein toller Schwiegersohn
- 1919: Die Braut auf 24 Stunden
- 1919: Bis früh um fünfe
- 1919: Im Dienste der Liebe
- 1919: Krümelchens Reiseabenteuer
- 1920: Das Schleichende Gift
- 1920: Sinnesrausch
- 1920: Zwischen Nacht und Morgen
- 1920: Lo, die Kokette
- 1920: Mord… die Tragödie des Hauses Garrick
- 1920: Der Mormonenonkel
- 1920: Der rote Falter
- 1920: Dämon Blut
- 1920: Dämon Blut, 2. Teil: Vergiftetes Blut
- 1920: Die Frau in den Wolken
- 1920: Im Banne der Suggestion
- 1920: Das Kreuz am Teufelsfelsen
- 1920: Der Sturz in die Flammen
- 1920: Der ausgelöste Schwiegerpapa
- 1921: Die Talentprobe
- 1921: Eine vergnügte Hochzeitsreise
- 1921: Vertauschte Paletots
- 1921: Eine wilde Hummel
- 1921: Krümelchen geht jagen
- 1921: Krümelchen in der Sommerfrische
- 1921: Madame Incognito
- 1921: Madame X und die 'Schwarze Hand'
- 1921: Mäuschen
- 1921: Sie – was Sie denken, ist nicht
- 1921: Die schwarze Spinne
- 1921: Was der Totenkopf erzählt
- 1921: Der Kurier von Lissabon
- 1921: Entgleist
- 1921: Das Eheparadies
- 1921: Heinrich, wo ist die Hose
- 1921: Der Herr aus dem Zuchthaus
- 1922: Nun hat’s geschnappt
- 1922: Paul fliegt
- 1922: Versunkene Welten
- 1922: Ein weißer Othello
- 1922: Wie man Millionär wird
- 1922: Der Todesreigen
- 1922: Der eingeweichte Don Juan
- 1922: Einmal und nie wieder
- 1922: Das Kind muß doch ’nen Vater haben!
- 1922: Das Komödiantenkind
- 1922: Jugend
- 1923: Wettlauf ums Glück
- 1923: Fräulein Raffke
- 1923: Time Is Money
- 1923: Der allmächtige Dollar
- 1923: Das kalte Herz
- 1924: Die Bacchantin
- 1924: Die schönste Frau der Welt
- 1924: Lord Reginalds Derbyritt
- 1925: Der Liebeskäfig
- 1925: Die Frau mit dem Etwas
- 1925: Luxusweibchen
- 1925: Die Motorbraut
- 1926: Die keusche Susanne
- 1926: Der Prinz und die Tänzerin
- 1926: Durchlaucht Radieschen
- 1927: Die tolle Lola
- 1927: Die Leibeigenen
- 1927: Der Fürst von Pappenheim
- 1928: Das Girl von der Revue
- 1928: Rutschbahn
- 1928: Schmutziges Geld
- 1929: Großstadtschmetterling
- 1929: Wer wird denn weinen, wenn man auseinandergeht
- 1930: Hai-Tang. Der Weg zur Schande
- 1930: Der Greifer
- 1931: Die Bräutigamswitwe
- 1931: Trara um Liebe
- 1931: Der Draufgänger
- 1931: Der verjüngte Adolar
- 1932: Holzapfel weiß alles
- 1932: Es war einmal ein Walzer
- 1932: Unheimliche Geschichten
- 1932: Gräfin Mariza
- 1932: Theodor Körner
- 1932: Abenteuer im Engadin
- 1932: Das Blaue vom Himmel
- 1932: Glück über Nacht
- 1933: Polizeiakte 909 (Taifun)
- 1934: Gado Bravo
- 1936: Temperament für Zwei (Morena Clara)
- 1942: Rasse (Raza)
- 1944: Königliche Blutrache (Inês de Castro)
- 1955: Das Geheimnis des Marcellino (Marcelino pan y vino)
- 1955: Tres eran tres (Farbsequenz)
- 1956: Blutige Arena (Tarde de toros)
- 1957: Der Hund, der „Herr Bozzi“ hieß (Un angelo è sceso a Brooklyn)
- 1958: Es geschah am hellichten Tag
- 1961: Die Schatten werden länger